# Ulrich Braukämper
Ulrich Braukämper (* 1. Januar 1944 in Albaum; † 26. Oktober 2018) war ein Ethnologe an der Universität Göttingen.

## Herkunft
Geboren wurde Ulrich Braukämper als ältestes von vier Kindern der Eheleute Heinz Braukämper und Katharina geb. Kordes in Albaum, einer Ortschaft in der heutigen Gemeinde Kirchhundem.

## Schulischer Werdegang und Studium
Ulrich Braukämper besuchte von 1950 bis 1954 die katholische Volksschule Albaum und von 1954 bis 1959 das Progymnasium Altenhundem (jetzt Lennestadt). Die Schule wurde 1959 in ein neusprachliches Gymnasium umgewandelt, das Ulrich Braukämper bis zum Abitur 1964 besuchte.
Von 1964 bis 1969 studierte er an der Universität Köln Völkerkunde und in den Nebenfächern Urgeschichte, Soziologie und Orientalistik. 1969 wurde er mit einer Dissertation über den Einfluss des Islam in Kamerun promoviert.

## Berufliche Laufbahn
Nach dem Studium wurde Ulrich Braukämper wissenschaftlicher Mitarbeiter am Frobenius-Institut für Afrika-Forschung in Frankfurt am Main. In den Jahren 1970/71 und 1972 bis 1974 forschte er über Kultur und Geschichte von Völkern in Süd-Äthiopien. 1972 folgten Studien- und Vortragsreisen in Westafrika. 1979 war Ulrich Braukämper Gastdozent im „Institute of Social Anthropology“ der London School of Economics and Political Science. 1980 machte er Forschungen in den Flüchtlingslagern von Somalia, von 1981 bis 1984 folgten mehrere Forschungsaufenthalte im Sudan. Von 1985 bis 1988 war er wissenschaftlicher Leiter des „National Museum of Ethnography“ in Khartum, Sudan.
1990 habilitierte Ulrich Braukämper an der Universität München. Von 1990 bis 1995 arbeitete er in einem Sonderforschungsbereich der Universität Frankfurt am Main über das Zusammenwirken von Mensch und Umwelt in der westafrikanischen Savanne mit insgesamt rund 15 Monaten Forschung in Nigeria und Burkina Faso.
Von 1994 bis 1995 hatte er die Vertretung eines Lehrstuhls an der Universität Frankfurt am Main, 1995 wurde er auf einen Lehrstuhl der Völkerkunde an der Universität Göttingen berufen. Von 1996 bis 1999 baute er die Afrika-Abteilung im Göttinger Museum für Völkerkunde auf. Bis 2001 wirkte er an Forschungsprogrammen in Äthiopien und in Guatemala mit.

## Publikationen (Auswahl)
- Zum Widerstreit symbolistischer und kulturmaterialistischer Ansätze in der Deutung von Nahrungstabus. In: Elfriede Hermann, Karin Klenke, Michael Dickhardt (Hrsg.): Form, Macht, Differenz. Motive und Felder ethnologischen Forschens. Universitätsverlag Göttingen, Göttingen 2009, S. 319–329.
- Im Zeichen von Genozid und ethnischer Säuberung. Araber gegen Afrikaner? Hintergründe des Bürgerkrieges in Darfur. In: Georgia Augusta. Wissenschaftsmagazin der Georg-August-Universität Göttingen. 5. Mai 2007, S. 32–38.
- Problems of Resettlement from the Hadiyya-Kambaata Regions in Schemes of Northwestern Ethiopia. In: Siegbert Uhlig: Proceedings of the XIVth International Conference of Ethiopian Studies. Hamburg July 20–25. 2003. Harrassowitz Verlag, Wiesbaden 2006, S. 38–47.
- Im Spannungsfeld zwischen Wissenschaft und politischem Aktivismus. Leo Frobenius als Geheimagent in Nordost-Afrika. In: Karl-Heinz Kohl, Editha Platte (Hrsg.): Gestalter und Gestalten. 100 Jahre Ethnologie in Frankfurt a. M. Stroem-feld Verlag, Frankfurt a. M./Basel 2006, S. 167–186.
- Controversy over Local Tradition and National Context: Case Study of the Hadiyya. In: Walter Raunig, Steffen Wenig (Hrsg.): Afrikas Horn. Akten der Ersten Internationalen Litt-mann-Konferenz 2. bis 5. Mai 2002 in München. Harrassowitz Verlag, Wiesbaden 2005, S. 363–376.
- Zur ethnologischen Wahrnehmung und Erforschung von „terra incognita“. In: Katja Geisenheimer, Katharina Lange (Hrsg.): Bewegliche Horizonte. Festschrift zum 60. Geburtstag von Bernhard Streck. Leipziger Universitätsverlag, Leipzig 2005, S. 51–65.
- Towards a Chronology of Arabic Settlement in the Chad Basin. In: Matthias Krings, Editha Platte: Living with the Lake. Perspectives on History, Culture and Economy of Lake Chad. Rüdiger Köppe Verlag, Köln 2004, S. 148–170.
- Islamic History and Culture in Southern Ethiopia – Collected Essays. 2. überarbeitete Auflage. Lit-Verlag, Münster u. a. 2004. (Göttinger Studien zur Ethnologie, Band 9)
- Mythische Erzählungen zum Ursprung der Nyimang-Nuba von Nitil, Sudan. In: Dieter Kramer et al. (Hrsg.): Missio, Message und Museum. Festschrift für Josef Franz Thiel zum 70. Geburtstag. Verlag Otto Lembeck, 2003, S. 163–171.
- Trauma einer Ethnologen-Generation? Die Tagung der Deutschen Gesellschaft für Völkerkunde in Göttingen 1969. In: Zeitschrift für Ethnologie. Band 127, 2002, S. 301–319.
- Bedouin. In: Georg Pfeffer, Deepak Kumar Behera: Contemporary Society: Tribal Studies. Volume Five. Concept of Tribal Society. Concept Publishing Company, New Delhi 2002, S. 283–307.
- Islamic History and Culture in Southern Ethiopia. Collected Essays. Lit Verlag, Münster u. a. 2002. (Göttinger Studien zur Ethnologie, Band 9)
- Ethnologie der Globalisierung. Perspektiven kultureller Verflechtungen. Reimer Verlag, Berlin 2002. (Hrsg. mit Brigitta Hauser-Schäublin)
- The Meritorious Complex: A German Approach to Ethiopian Anthropology. In: Baye Yimam et al.: Ethiopian Studies at the End of the Second Millennium. Proceedings of the XIVth International Conference of Ethiopian Studies, November 6–11 2000. Addis Ababa. (in Three Volumes) Institute of Ethiopian Studies, Addis Ababa 2002, Band 2, S. 706–724.
- Gustav Nachtigal. In: Christian F. Feest, Karl-Heinz Kohl (Hrsg.): Hauptwerke der Ethnologie (= Kröners Taschenausgabe. Band 380). Kröner, Stuttgart 2001, ISBN 3-520-38001-3, S. 338–343.
- „Der Beitrag der deutschen Ethnologie zur Äthiopien-Forschung“. In: Piotr O. Scholz: Von Hiob Ludolf bis Enrico Cerulli, Halle/S., 3.–5. Oktober 1996. Akten der 2. Tagung der Orbis Aethiopicus-Gesellschaft zur Erhaltung und Förderung der äthiopischen Kultur. Warszawa/Wiesbaden 2001, S. 159–170. (Bibliotheca nubica et aethiopica 8)
- Der ’Verdienst-Komplex’: Rückblick auf einen Forschungsschwerpunkt der deutschen Eth-nologie. In: Zeitschrift für Ethnologie. Band 126, 2001, S. 1–29.
- Management of Conflicts over Pastures and Fields among the Baggara Arabs of the Sudan Belt. In: Nomadic Peoples. N.S. 4, 1, 2000, S. 37–49.
- Kolonialethnologie in Göttingen und Witzenhausen. In: Bernhard Streck (Hrsg.): Ethnologie und Nationalsozialismus. Escher Verlag, Gehren 2000, S. 193–214.
- Fandaano: A Vanishing Socio-Religious System of the Hadiyya in Southern Ethiopia. In: Bulletin of the International Committee on Urgent Anthropological and Ethnological Research. Band 40, 1999–2000, S. 53–63.[3]